# Phan Lương Cầm
Phan Lương Cầm (5 tháng 3 năm 1943 – 9 tháng 4 năm 2025) là nhà khoa học người Việt Nam trong lĩnh vực Điện hóa - Ăn mòn kim loại, là phu nhân của cố Thủ tướng Việt Nam Võ Văn Kiệt.

## Tiểu sử
Phan Lương Cầm sinh năm 1943 tại Thừa Thiên Huế, Việt Nam.
Bà là giảng viên của Trường Đại học Bách khoa Hà Nội từ năm 1965. Năm 1968, bà được Nhà nước cử đi làm nghiên cứu sinh tại Đại học Tổng hợp Quốc gia Moskva mang tên M.V. Lomonosov, Liên Xô. Sau khi bảo vệ thành công luận án tiến sĩ về chuyên ngành Điện hóa - Ăn mòn kim loại, đầu năm 1973 bà về nước và tiếp tục công tác giảng dạy và nghiên cứu tại Trường Đại học Bách khoa Hà Nội.
Trong hơn bốn thập kỷ giảng dạy và nghiên cứu khoa học, Giáo sư - Tiến sĩ Phan Lương Cầm đã đào tạo rất nhiều khóa sinh viên, thạc sĩ và tiến sĩ, và chủ trì nhiều công trình khoa học có ý nghĩa, trong đó có nhiều đề tài và dự án khoa học cấp Nhà nước, đề tài hợp tác quốc tế về nghiên cứu khoa học (đề tài "Ăn mòn VH-8" hợp tác giữa Việt Nam và Hà Lan năm 1980). Bà cũng là tác giả của bằng phát minh sáng chế, bằng giải pháp hữu ích.
Ngoài công tác giảng dạy và nghiên cứu, bà còn là người sáng lập và là giám đốc Trung tâm Nghiên cứu Ăn mòn và Bảo vệ Kim loại  - Trường Đại học Bách Khoa Hà Nội - từ năm 1996 cho đến năm 2008 khi bà nghỉ hưu.
Bà Phan Lương Cầm là nữ giáo sư - tiến sĩ đầu tiên của Trường Đại học Bách khoa Hà Nội. Bà là một trong những người sáng lập và chủ tịch đầu tiên của Hội Khoa học - Kỹ thuật Ăn mòn và Bảo vệ Kim loại Việt Nam (bà hiện là Chủ tịch danh dự Hội) . Đó là lần đầu tiên một Hội Khoa học Kỹ thuật Việt Nam có một nữ chủ tịch. Bà còn là Chủ tịch Hiệp hội Vật liệu và Ăn mòn châu Á - Thái Bình Dương nhiệm kỳ 1999-2001, Chủ tịch Hội nghị Quốc tế Ăn mòn châu Á - Thái Bình Dương lần thứ 11 tổ chức tại Thành phố Hồ Chí Minh năm 1999 
và là Ủy viên Ban Cố vấn quốc tế của nhiều Hội nghị Quốc tế Ăn mòn châu Á - Thái Bình Dương khác.

## Công tác xã hội
Ngoài công tác giảng dạy và nghiên cứu khoa học, trong hơn 30 năm qua, Giáo sư - Tiến sĩ Phan Lương Cầm đã tích cực tham gia công tác xã hội - từ thiện. Hiện nay, bà vẫn tiếp tục tham gia công tác từ thiện, nhất là trong lĩnh vực giáo dục, như giúp đỡ những sinh viên nghèo thi đậu đại học nhưng không có điều kiện đến trường . Ngoài việc ủng hộ học bổng, Giáo sư còn nhận hỗ trợ và giúp đỡ một số sinh viên có hoàn cảnh khó khăn trong suốt các năm học.

## Tặng thưởng
Bà Phan Lương Cầm được nhận giải thưởng Kovalevskaia năm 1995, Huân chương Lao động và nhiều huy chương, bằng khen vì những cống hiến của bà trong sự nghiệp giáo dục, sự nghiệp khoa học-công nghệ, sự nghiệp vì sự tiến bộ của phụ nữ và bảo trợ trẻ em.